# 15. фебруар
15. фебруар је четрдесет шести дан у години у Грегоријанском календару. 319 дана (320 у преступним годинама) остаје у години после овог дана.

## Догађаји
- 399. п. н. е. - Атински филозоф Сократ осуђен на смрт.
- 590 — Хозроје II Парвез крунисан за краља Сасанидске Персије.
- 1115 — Папа Паскал II признао ред Малтешких витезова, основан у Јерусалиму, где су поред цркве светог Јована имали самостан и азил за болеснике и путнике. Касније су добили задатак да бране Свету земљу.
- 1637 — Фердинанд III постао цар Светог римског царства.
- 1763 — Мировним уговором у Хубертсбургу окончана непријатељства Аустрије и Пруске у Седмогодишњем рату. Пруска задржала Шлезију коју је преузела од Аустрије и постала једна од водећих европских војних сила.
- 1764 — Основан је град Сент Луис.
- 1804 — У Орашцу је Карађорђе подигао Први српски устанак.
- 1835 — У Крагујевцу је усвојен Сретењски устав и тиме је донета независност Књажевине Србије.
- 1879 — Амерички председник Радерфорд Б. Хејз је потписао закон који омогућава женама адвокатима да заступају случајеве пред Врховним судом Сједињених Америчких Држава.
- 1889 — Бојни брод УСС Мејн је експлодирао и потонуо у Хавани усмртивши 274 особе. Овај догађај је дао повод САД да објаве рат Шпанији.
- 1922 — У Хагу је одржана прва седница сталног Међународног суда правде који је 1920. основала Лига народа ради решавања спорова међу државама. Нови Међународни суд основан је при Уједињеним нацијама после Другог светског рата, по укидању Лиге народа.
- 1928 — Из Београда према Загребу полетео је први авион југословенске цивилне авијације „Потез 29-2“, једина летелица прве југословенске авио-компаније Аеропут. Први путници били су директор авио-компаније и пет новинара.
- 1942 — Проценивши да нису у стању да одбране град, Британци у Другом светском рату су предали Сингапур јапанским снагама, што се сматра највећим војним поразом Уједињеног Краљевства у његовој војној историји.
- 1944 — Америчке трупе у Другом светском рату су заузеле Соломонска острва у Пацифику.
- 1944 — Британски авиони избацили су око 1.000 бомби на Берлин.
- 1971 — Велика Британија је прешла на децимални новчани систем, уместо дотадашњих фунти, шилинга и пенија.
- 1988 — Председник Аустрије Курт Валдхајм, оптужен да је, као припадник СС-јединица у Другом светском рату, одговоран за ратне злочине у Босни и Грчкој, одбио је да поднесе оставку.
- 1989 — Десет година пошто је Москва послала своје трупе да подрже прокомунистичку владу у Кабулу, последњи совјетски војници напустили суАвганистан. У десетогодишњем необјављеном рату погинуло је 15.000 совјетских војника и најмање 100.000 Авганистанаца.
- 1990 — Велика Британија и Аргентина обновиле су дипломатске односе, прекинуте 1982. у време рата за Фолкландска Острва.
- 1993 — Парламент Словачке изабрао је економисту Михала Ковача за првог председника новоформиране државе Словачке, после распада Чехословачке.
- 1996 — Влада Босне и Херцеговине саопштила да је у рату, од 1992. до 1995 — нестало око 30.000 људи, од којих преко 22.000 цивила и око 2.500 припадника оружаних снага.
- 1997 — Опозициона коалиција „Заједно“ одржала последњи, 88. дан протеста, пошто је 11. фебруара испуњен њен основни захтев, признање резултата локалних избора у Србији из новембра 1996..
- 1999 — У Кенији ухапшен лидер курдских побуњеника Абдулах Оџалан и изручен Турској, где је осуђен на смрт због издаје и пребачен у острвски затвор Имрали.
- 2002 — Председник САД Џорџ Буш објавио да његова земља има алтернативан план за смањење емисије гасова, које је регулисано Протоколом о глобалном загревању у Кјотоу 1997. Иако емитују четвртину количине гасова који стварају ефекат „стаклене баште“, САД су одбациле Протокол из Кјота због штете по националну индустрију.
- 2003 — У таласу демонстрација, највећих од Вијетнамског рата, више од шест милиона људи у више од 600 градова у свету протестовало против напада на Ирак.
  - Ватикан отворио запечаћену архиву о везама те државе с Немачком од 1922. до 1939, када је Еуђенио Пачели, касније Папа Пије XII, био државни секретар Ватикана. Отварање архива одговор критичарима Папе да није довољно учинио да заустави убијање милиона Јевреја коју је нацистичка Немачке спровела током холокауста.
- 2008 — Борис Тадић положио заклетву и по други пут ступио на дужност председника Републике Србије.
- 2013 — Метеор је експлодирао над Русијом, повредивши 1.500 људи када је ударни талас одувао прозоре и стене на зградама. Ово се десило неочекивано само неколико сати пре очекиваног најближег пролаза већег и неповезаног астероида 2012 DA14.

## Рођења
- 1377 — Ладислав Напуљски, краљ Напуља. (прем. 1414)[1]
- 1472 — Пјеро ди Лоренцо де Медичи, владар Фирентинске републике. (прем. 1503)[2]
- 1564 — Галилео Галилеј, италијански астроном и физичар. (прем. 1642)[3]
- 1710 — Луј XV, француски краљ. (прем. 1774)[4]
- 1748 — Џереми Бентам, британски филозоф, реформатор правног система и оснивач утилитаризма. (прем. 1832)[5]
- 1820 — Сузан Б. Ентони, зачетница и вођа покрета за права жена у САД. (прем. 1906)[6]
- 1835 — Деметриос Викелас, грчки предузетник, песник и филолог. (прем. 1908)[7]
- 1861 — Алфред Норт Вајтхед, англоамерички филозоф. (прем. 1947)[8]
- 1861 — Шарл Едуар Гијом, швајцарски физичар, добитник Нобелове награде за физику. (прем. 1938)[9]
- 1874 — Ернест Шеклтон, британски истраживач. (прем. 1922)[10]
- 1874 — Јован Дучић, српски и југословенски писац, песник и дипломата. (прем. 1943)[11]
- 1882 — Џон Баримор, амерички глумац. (прем. 1942)[12]
- 1890 — Роберт Лај, нацистички политичар, челник „Дојче арбајтсфронта“. (прем. 1945)[13]
- 1899 — Гејл Сондергард, америчка глумица. (прем. 1985)[14]
- 1904 — Антонен Мањ, француски бициклиста. (прем. 1983)[15]
- 1910 — Ирена Сендлерова, пољски социјални радник. (прем. 2008)[16]
- 1918 — Смиља Аврамов, српски стручњак за међународно право. (прем. 2018)[17]
- 1923 — Јелена Бонер, совјетска активисткиња за људска права. (прем. 2011)[18]
- 1929 — Грејам Хил, британски возач формуле 1. (прем. 1975)[19]
- 1934 — Никлаус Вирт, швајцарски информатичар. (прем. 2024)[20]
- 1935 — Роџер Чафи, амерички пилот, инжењер и астронаут. (прем. 1967)[21]
- 1947 — Џон Адамс, амерички композитор, кларинетиста и диригент.[22]
- 1948 — Арт Шпигелман, амерички писац и илустратор.[23]
- 1951 — Џејн Симор, енглеска глумица.[24]
- 1952 — Томислав Николић, српски политичар.
- 1954 — Мет Грејнинг, аутор популарних цртаних серија Симпсонови и Футурама.[25]
- 1959 — Алистер Кембел, енглески певач и текстописац.[26]
- 1960 — Берислав Гргић, хрватски бискуп босанскохерцеговачког порекла.[27]
- 1961 — Драгослав Бокан, српски књижевник и филмски режисер.
- 1962 — Иван Стоилковић, македонски политичар.
- 1962 — Мило Ђукановић, црногорски политичар.
- 1964 — Марк Прајс, амерички кошаркаш и тренер.[28]
- 1968 — Томас Свенсон, шведски рукометаш.[29]
- 1972 — Јаромир Јагр, чешки хокејаш.[30]
- 1974 — Џина Лин, порнографска глумица из Порторика.[31]
- 1974 — Мр. Лорди, Фински певач.[32]
- 1974 — Александар Вурц, аустријски мото спорт возач.[33]
- 1980 — Елена Соколова, руска уметничка клизачица.[34]
- 1981 — Славољуб Ђорђевић, српски фудбалер.[35]
- 1981 — Еурељо Гомес, бразилски фудбалски репрезентативац.[36]
- 1982 — Никола Мијаиловић, српски фудбалер.
- 1984 — Дода, пољска певачица.[37]
- 1986 — Валери Божинов, бугарски фудбалер.[38]
- 1988 — Руи Патрисио, португалски фудбалски голман.[39]
- 1990 — Драшко Ненадић, српски рукометаш.[40]
- 1999 — Ђорђе Јовановић, српски фудбалер.[41]

## Смрти
- 1145 — Папа Луције II.[42]
- 1152 — Конрад III од Немачке, краљ Немачке. (рођ. 1093)[43]
- 1573 — Матија Губец, вођа сељачке буне. (рођ. 1538)
- 1637 — Фердинанд II, цар Светог римског царства. (рођ. 1578)[44]
- 1781 — Готхолд Ефрајм Лесинг, немачки писац, критичар и теоретичар уметности. (рођ. 1729)[45]
- 1815 — Станоје Главаш, војвода Првог српског устанка у смедеревској нахији. (рођ. 1763)[46]
- 1818 — Фридрих Хоенлое-Ингелфинген, пруски генерал. (рођ. 1746)[47]
- 1857 — Михаил Глинка, руски композитор. (рођ. 1804)[48]
- 1911 — Теодор Ешерих, немачко-аустријски педијатар и професор. (рођ. 1857)[49]
- 1917 — Илија Гојковић, једини генерал Српске војске који је погинуо у борби.
- 1928 — Херберт Хенри Асквит, британски политичар. (рођ. 1852)[50]
- 1941 — Гвидо Адлер, аустријски музиколог. (рођ. 1855)[51]
- 1942 — Станислав Бинички, српски композитор и диригент. (рођ. 1872)[52]
- 1959 — Овен Виланс Ричардсон, британски физичар, добитник Нобелове награде за физику. (рођ. 1879)[53]
- 1965 — Нет Кинг Кол, амерички џез-певач и пијанист. (рођ. 1919)[54]
- 1981 — Карл Рихтер, немачки диригент, оргуљиста и чембалиста. (рођ. 1926)[55]
- 1984 — Етел Мерман, америчка глумица. (рођ. 1908)[56]
- 1988 — Ричард Фајнман, амерички физичар, добитник Нобелове награде за физику. (рођ. 1918)[57]
- 1999 — Хенри Веј Кендал, амерички физичар, добитник Нобелове награде за физику. (рођ. 1926)[58]
- 1999 — Биг Ел, амерички репер. (рођ. 1974)[59]
- 2003 — Александар Тишма, књижевник, академик. (рођ. 1924)[60]
- 2005 — Ранко Радовић, архитекта, сликар, професор и теоретичар архитектуре. (рођ. 1935)[61]
- 2011 — Ивица Бедњанец, хрватски цртач стрипа, хумориста и сценарист.  (рођ. 1934).[62]

## Празници и дани сећања
- Српска православна црква слави:
  - Сретење Господње
  - Светог новомученика Јордана
- Дан државности Србије